# Альфьери, Бенедетто
Бенедетто Альфьери (итал. Benedetto Alfieri; 8 июня 1699, Рим — 6 декабря 1767, Турин) — итальянский архитектор и политик, известен тем, что строил престижные здания в стиле барокко в Пьемонте (Северо-Западная Италия).
Бенедетто Инноченцо Гаспаре Джузеппе Альфьери родился в Риме в семье графа Алессандро Никколо Альфьери Бьянко из Асти (Пьемонт) и Лавинии Понте из Рима. Он принадлежал к ветви графов Альфьери ди Кортемилья и, следовательно, к той же семье, что и летописец Асти Охерио Альфьери и поэт Витторио Альфьери, который с благоговением и любовью вспоминает его в своём сочинении «Жизнь» (Vita). По словам Паролетти, его крестным отцом был сам папа Иннокентий XII, который позаботился о его образовании, направив его учиться в колледж иезуитов в Риме. В 1722 году Альфьери поступил в «Collegio dei nobili» в Турине, где получил юридическое образование. Затем он поселился в Асти, где по причине скромного семейного положения, стал заниматься юридической практикой. Архитектуру изучал самостоятельно, пользуясь советами Филиппо Юварры и ориентируясь на постройки Гварино Гварини.
В Асти Бенедетто Альфьери сначала был советником, а с 1726 по 1730 год главой администрации города (sindaco). В этот период он спроектировал фасад и лестницу Городского дворца (Palazzo del Comune), проектировал Палаццо Альфьери (место рождения его двоюродного брата Витторио), Палаццо Оттоленги, здания Епископской семинарии, бывшего монастыря Консолата, Палаццо Гаццелли и многое другое.
В Алессандрии (юго-восточнее Турина) в 1730 году Альфьери построил дворец своего дяди, маркиза Томмазо Оттавиано Антонио Гилини: Палаццо Гилини. В 1736 году Карло Эмануэле III, король Сардинии и герцог Савойский, по рекомендации Филиппо Юварры поручил ему закончить начатое Юваррой здание Королевского театра (Teatro Regio). Задача заключалась в том, чтобы придать фасаду старинного здания архитектурную однородность с другими постройками, выходящими на площадь Кастелло. Фасад театра — единственная сохранившаяся часть здания, пострадавшего от пожара 1936 года.
В 1739 году Бенедетто Альфьери сменил Филиппо Юварру на посту «первого гражданского архитектора короля Сардинии» (Рrimo architetto civile del re di Sardegna). С тех пор его архитектурная деятельность не прерывалась. Он жил в палаццо Мадама в Турине, где у него была мастерская, и с ним работало множество помощников. В 1739 году для охотничьего домика Ступиниджи Бенедетто Альфьери спроектировал два новых боковых крыла, которые, однако, были построены только в 1759 году. В 1743 году Бенедетто Альфьери руководил реставрацией Палаццо Бароло графов Фаллетти де Бароло. Его деятельность в Турине продолжилась многочисленными реконструкциями и оформлением интерьеров престижных дворцов, среди которых: комнаты и галереи в Королевском дворце, Палаццо Мороццо делла Рокка (1750), Палаццо Иснарди ди Каральо (1756), Палаццо Кьяблезе (1762), Палаццо Азинари ди Сан-Марцано (1767). Альфьери участвовал в реконструкции южного крыла дворца Сената Савойи (1741—1748), строительство которого началось в 1720 году по проекту Филиппо Юварры.
Между 1751 и 1757 годами, после смерти Юварры, продолжались работы над дворцом Венария Реале в Турине. Бенедетто Альфьери выполнял чертежи для перестроек Туринского собора, для расширения Палаццо Мадама (Турин) и для реконструкции замка Шамбери. Альфьери также принимал участие в городском планировании: в 1756 году он разработал проект площади на пересечении улиц Виа Милано и Виа Гарибальди, площади Палаццо ди Читта, древней площади Пьяцца делле Эрбе. Он также составил проект неоклассического фасада собора Сен-Пьер в Женеве, взяв за образец портик древнеримского Пантеона. В 1753 году Альфьери разработал оригинальный проект колокольни базилики Сан-Гауденцио в Новаре. Однако строительство было завершено только в 1786 году, через тридцать три года после открытия стройки и через девятнадцать лет после смерти архитектора.
Даже кафедральный собор Кариньяно (приходская церковь Святых Джованни Баттиста и Ремиджо), считающийся самой известной и самой оригинальной работой Альфьери, был завершен архитекторами Королевской мастерской в 1771 году, через четыре года после его смерти. Здание имеет необычную планировку «в форме веера» с изогнутым нефом, круглым экзонартексом и «обнажённой кирпичной кладкой», в которой видна отсылка к архитектуре Гварини.
Архитектор скончался от пневмонии 6 декабря 1767 года в Турине. В необычном архитектурном стиле Бенедетто Альфьери историки архитектуры видят влияния не только римского барокко Борромини, но и традиций барочной архитектуры Севера Италии: Филиппо Юварры, Гварино Гварини, Бернардо Виттоне, а также Луиджи Ванвителли.

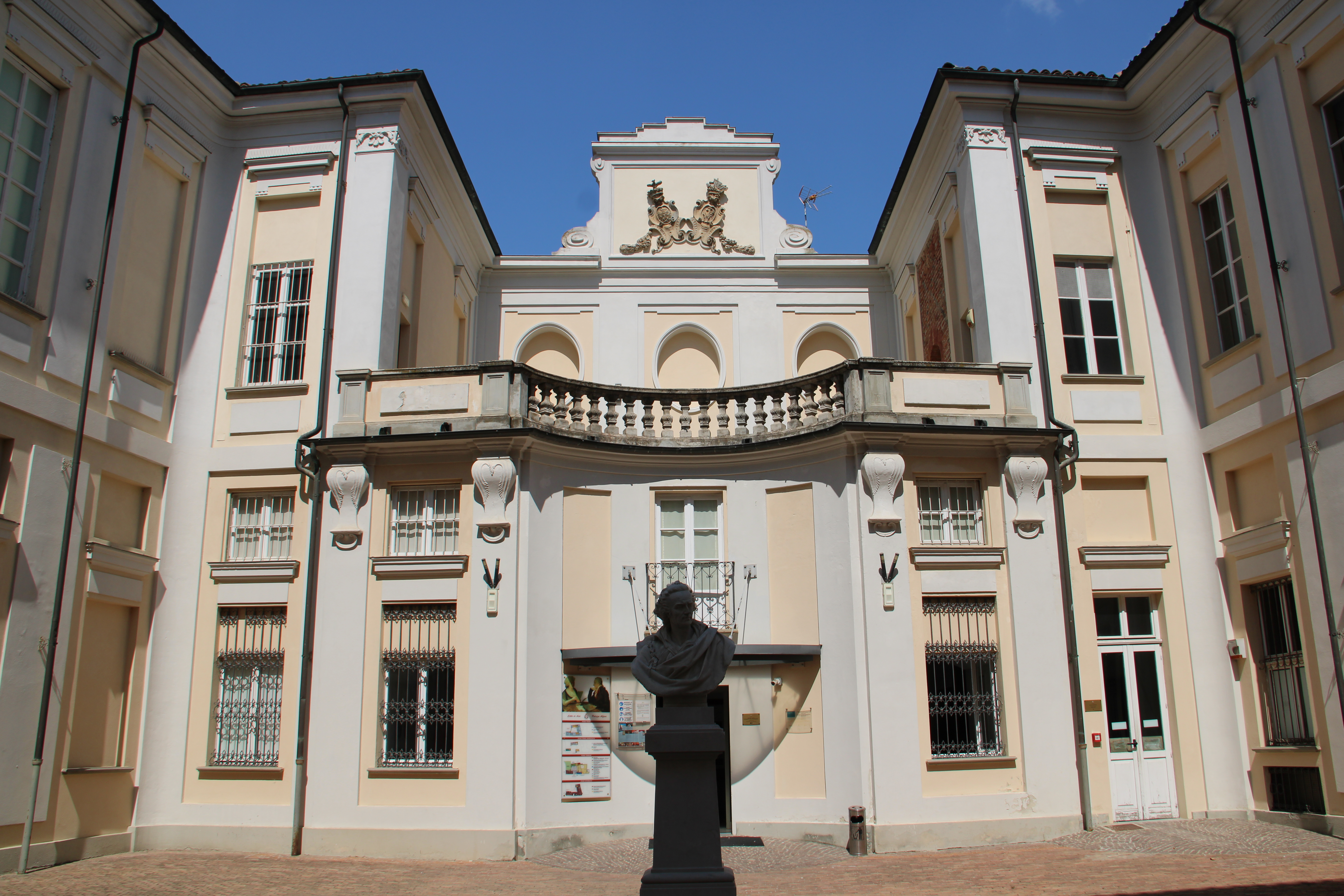
Палаццо Альфьери. Асти, Пьемонт. Дворовый фасад. 1736
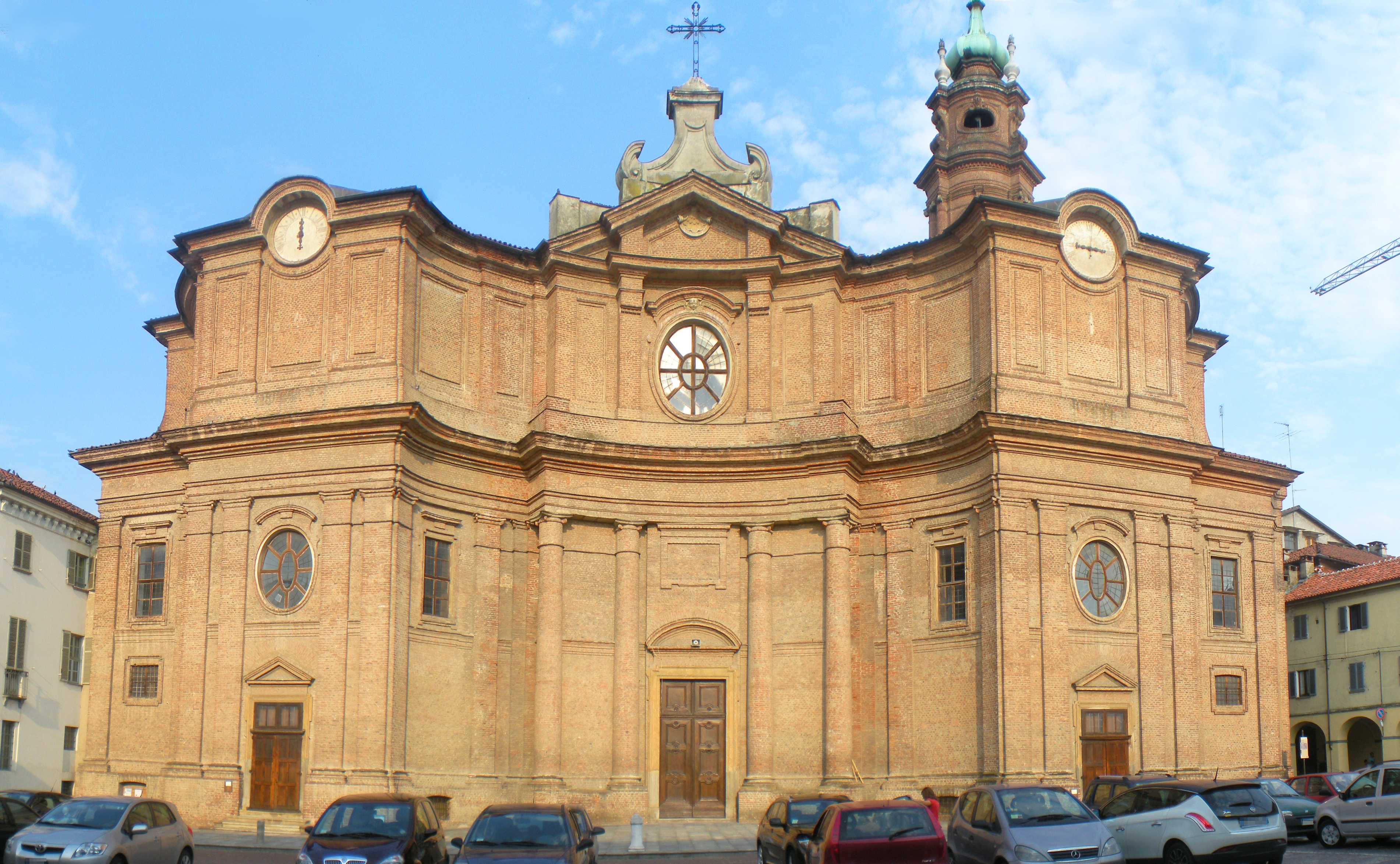
Кафедральный собор в Кариньяно. Главный фасад. 1771
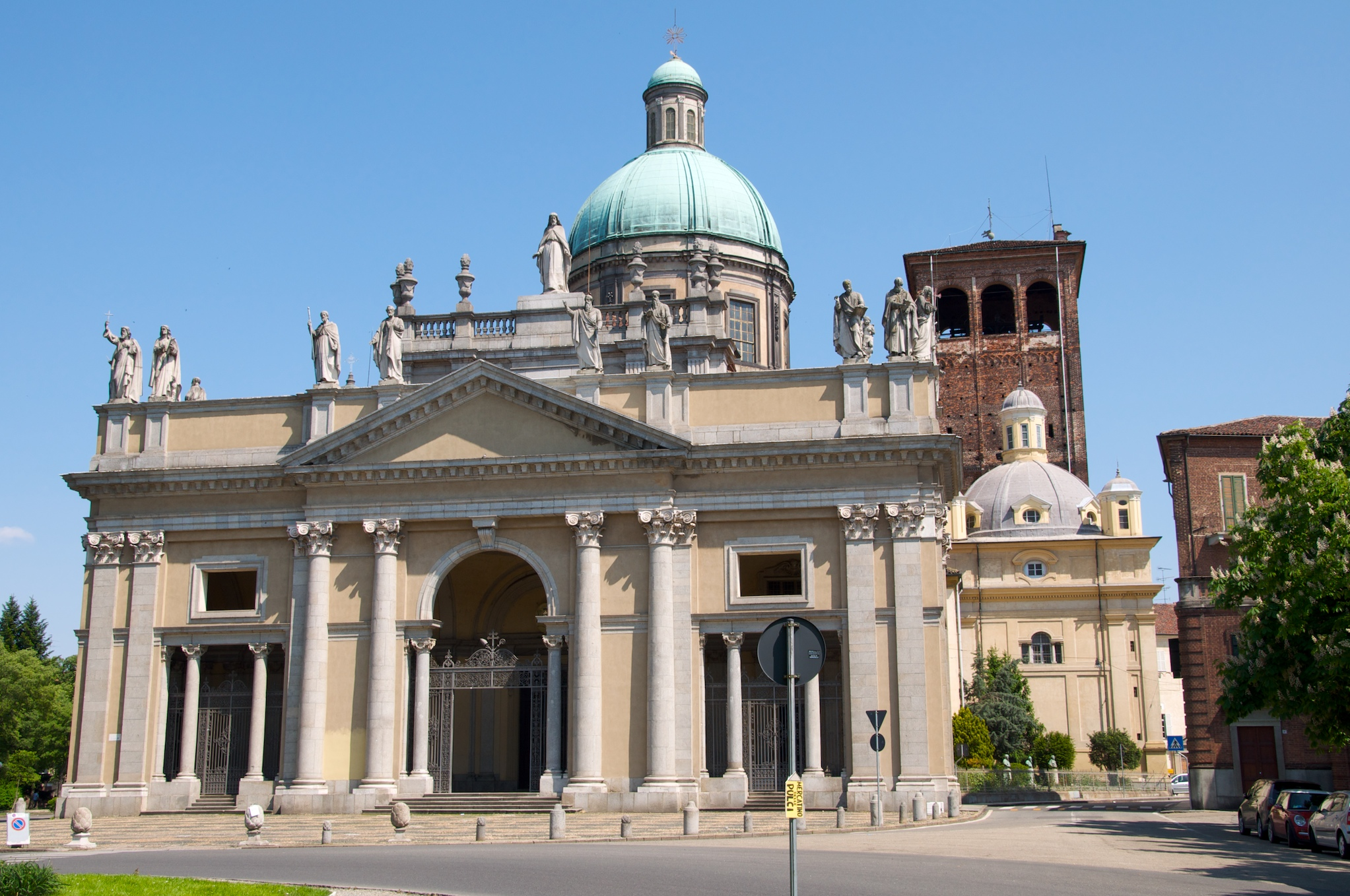
Собор в Верчелли, Пьемонт. Западный фасад. 1757—1763
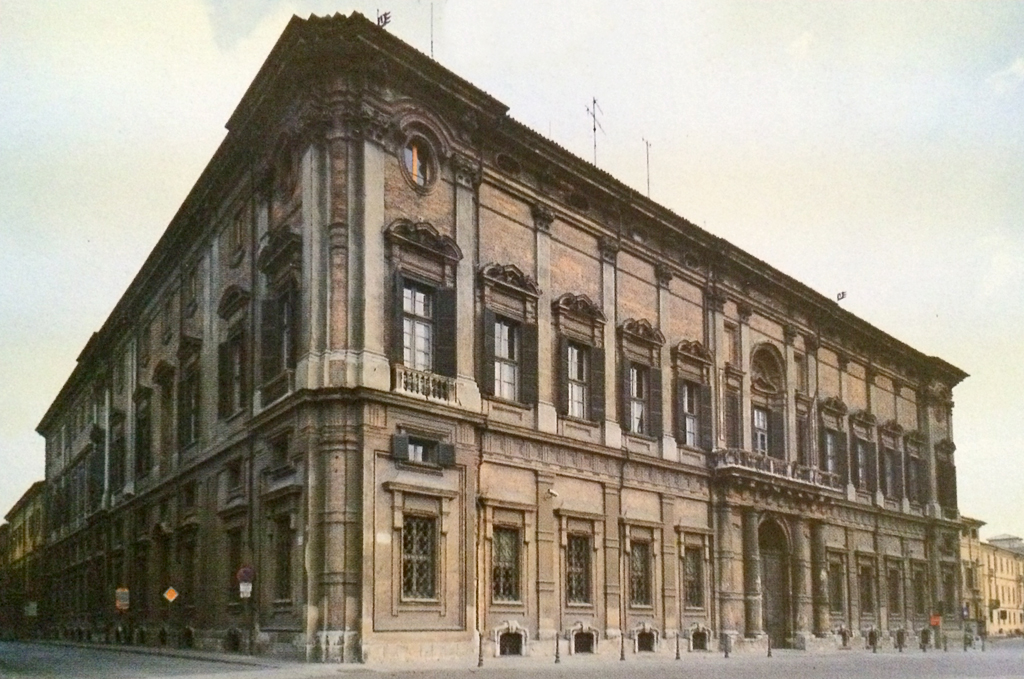
Палаццо Гилини. Алессандрия. Проект 1730 г. Хромолитография 1900-х гг.
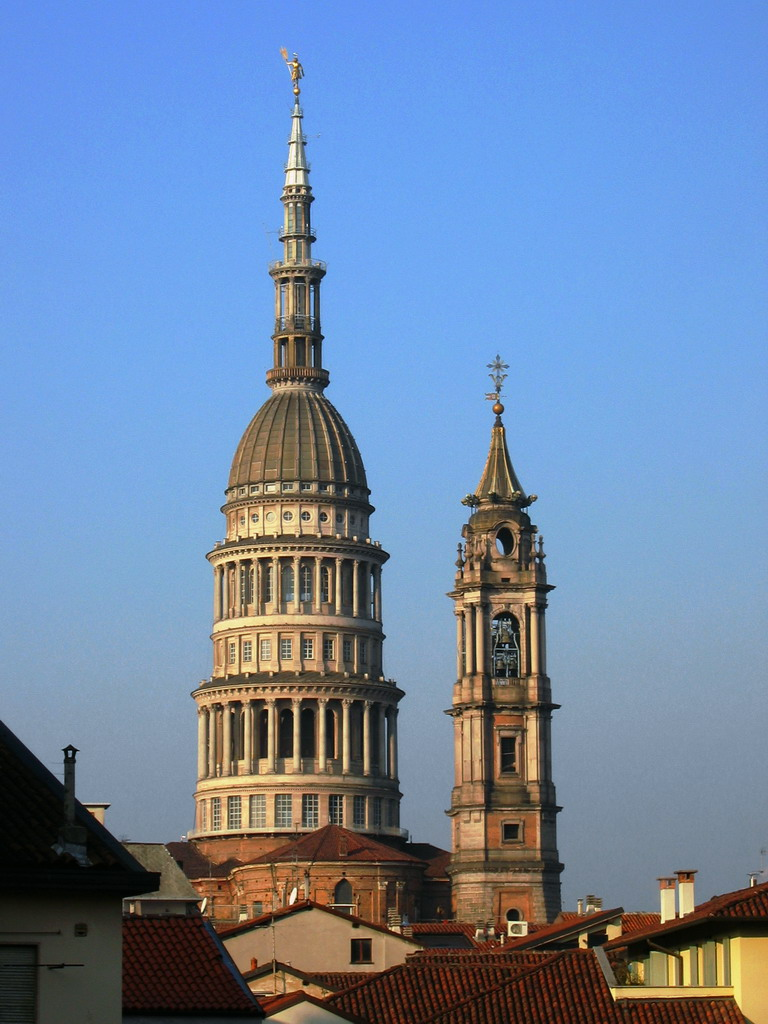
Базилика Сан-Гауденцио в Новаре. Купол (А. Антонелли) и колокольня (Б. Альфьери, проект 1753 г.)
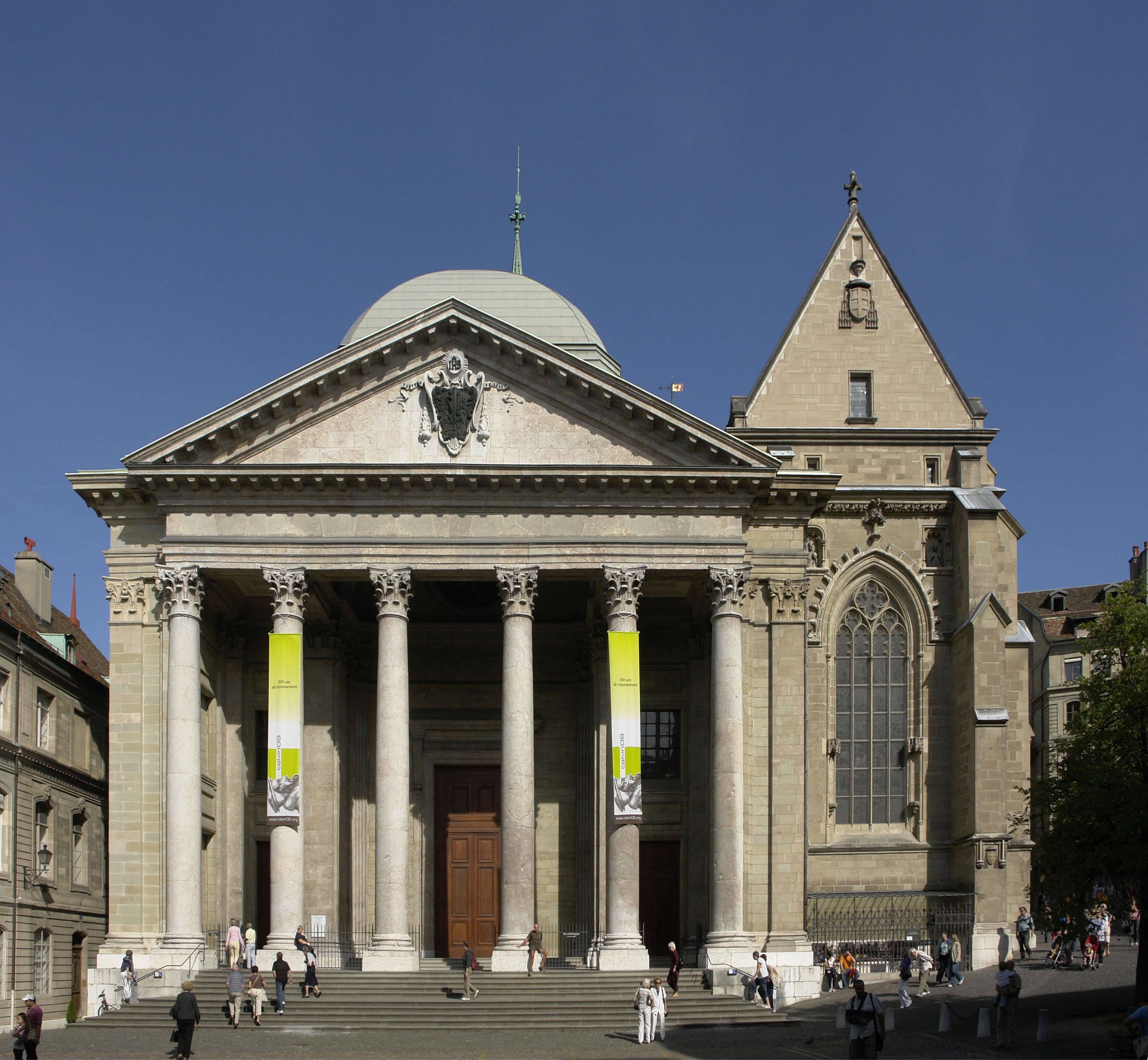
Собор Сен-Пьер. Женева. Главный фасад